# Amanda Mace
Amanda Mace (geboren in Rolla, Missouri) ist eine US-amerikanische Opernsängerin der Stimmlage Sopran.

## Leben und Werk
Amanda Mace studierte an der University of Missouri in Kansas City. Sie war Preisträgerin bei internationalen Gesangswettbewerben. Am 1. April 2001 stellte sie sich in der New Yorker Merkin Concert Hall mit einem ambitionierten Lieder- und Arienabend vor. Sie sang, begleitet von Thomas Bagwell, Lieder von Beethoven, Debussy, Ravel und Richard Strauss sowie Arien von Umberto Giordano und Richard Wagner. Sie erkämpfte sich rasch Titelpartien – in Ariadne auf Naxos, Tosca und Suor Angelica. An der Oper Leipzig sang sie 2005 und 2006 die Leonore in Beethovens Fidelio, alternierend mit Gabriele Fontana. Es inszenierte Stein Winge, es dirigierte Herbert Blomstedt. Im Sommer 2005 gab sie bei den Opernfestspielen Heidenheim die Donna Anna in Mozarts Don Giovanni. Im Sommer 2006 debütierte die Sängerin als Ortlinde in der Walküre bei den Bayreuther Festspielen. An der Bayerischen Staatsoper in München sang sie im November 2006 dieselbe Rolle, im März 2007 in Vilnius hingegen die Sieglinde in derselben Oper. Im Juli 2007 kehrte sie als Eva in einer Neuinszenierung der Meistersinger von Nürnberg nach Bayreuth zurück. Regisseurin war die damals erst 29-jährige Katharina Wagner, es dirigierte Sebastian Weigle. Die Produktion war umstritten, die Sängerin wurde nicht wieder nach Bayreuth eingeladen. An der Wiener Staatsoper sang sie im Dezember 2007 die Helmwiege in der Walküre. Ab 2008 war sie an der Wiener Volksoper in den Titelpartien von Tosca und Ariadne auf Naxos zu sehen und zu hören. Operabase verzeichnet als letzte Auftritte 2010 die Senta im Fliegenden Holländer in Mobile, Alabama, und 2012 nochmals die Tosca an der Wiener Volksoper.
Als Konzertsängerin gastierte Amanda Mace in Antwerpen, Krakau, Minnesota, München und Rotterdam. In San Sebastián de La Gomera übernahm sie 2005 das Sopransolo in Gustav Mahlers Achter.